# Kapela janczarska

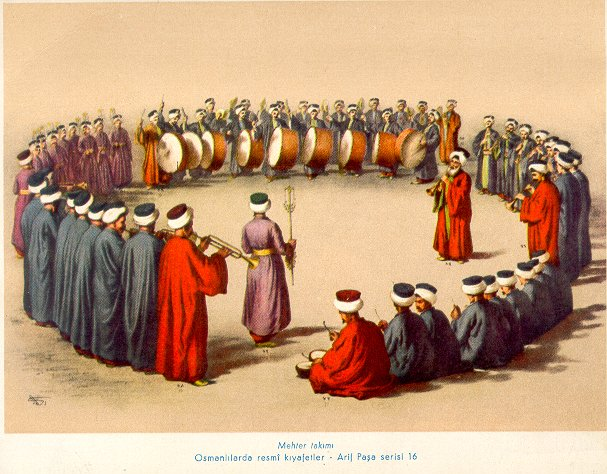
kapela janczarska, Turcja, początek XIX w.

Kapela janczarska – rodzaj orkiestry wojskowej w dawnej Rzeczypospolitej. Pod wpływem kontaktów i wojen z Turcją, w XVII wieku pojawiły się kapele wojskowe, popularne od czasów Jana III Sobieskiego, królowie polscy utrzymywali zespół muzyków grających na instrumentach tureckich. W skład kapeli janczarskiej wchodziły instrumenty melodyczne podwójnostroikowe: surmy, szałamaje i małe flety, oraz rozbudowana grupa instrumentów perkusyjnych złożona z kotłów, talerzy i bębnów podłużnych (tarabanów).

## Opis źródłowy
Skład i brzmienie takiej kapeli utrwalił sugestywnie i obrazowo Jędrzej Kitowicz w Opisie obyczajów polskich za panowania Augusta III. Jest to jeden z niewielu przykładów dokładnego, literackiego opisu grającej orkiestry janczarskiej: 

Składała się ona z sześciu, a najwięcej ośmiu oboistów, a raczej piszczków, na szałamajach do oboju podobnych przeraźliwie piszczących, z sześciu doboszów, z dwóch palkierów, w dwie pary kociołków na ziemi postawione bijących, i z dwóch brzękaczów, tacami mosiężnymi w środku wypukłymi, w brzegach płaskimi, okrągłymi, uderzaniem jednej o drugą tęgi brzęk czyniących

## Charakterystyczny rytm
W muzyce armii janczarskiej instrumenty perkusyjne często grały następujący rytm, odpowiadający marszowi lewa..., lewa..., lewa, prawa, lewa,...
Pozostałe instrumenty podkreślały rytm w przednutkach. 

## Wpływ na muzykę
Muzyka kapeli janczarskich miała wpływ m.in. na Wolfganga Amadeusza Mozarta np. w V Koncercie skrzypcowym:
Charakterystyczny rytm i przednutki obecne są również w partii lewej ręki w pasażu Marsza tureckiego z IX Sonaty fortepianowej Mozarta: